# Protonemura brevistyla
Protonemura brevistyla is een steenvlieg uit de familie beeksteenvliegen (Nemouridae). De wetenschappelijke naam van de soort is voor het eerst geldig gepubliceerd in 1902 door Ris.